# ありがとッ!
『ありがとッ!』（ありがとッ）は、2011年4月4日から2016年3月31日まで、首都圏トライアングル加盟局で放送されたテレビ神奈川（tvk）制作の地域情報バラエティ番組である。tvkでの放送時間は月〜金（祝日を除く）12:00 - 14:00（JST）。首都圏トライアングル局としてネットしているテレビ埼玉と千葉テレビ放送は、月〜金（祝日を除く）12:00 - 12:30（JST）までの放送。

## 番組解説
2004年5月10日から6年11か月放送されてきた情報番組『とっておき自遊食感ハマランチョ→1230アッと!!ハマランチョ』（『とっておき』でのタイトルは2006年7月まで）の後継番組であり、80年代の『TVグラフィックおしゃべりトマト』、『たてながHAMA大国』、『HAMA大国』、『ハマランチョ』へ連綿と続くテレビ神奈川の昼の看板ワイド番組でもある。ハイビジョン制作。
『ハマランチョ』までは、過去の編成の都合上12:30スタートであったが、『ありがとッ!』からはスタートが30分繰り上がって12:00スタートになる。なお、テレビ神奈川の昼の看板ワイド番組が12:00開始になるのは、1983年4月から1985年9月までの『TVグラフィックおしゃべりトマト』以来となる。また、祝日はこれまで通り休止となる。ただし、2011年11月23日と2014年11月24日は祝日ではあるが、『ありがとッ!ホリデースペシャル』と題して、祝日に放送される事もある（この場合、前半30分のみのネットを行う首都圏トライアングル局では放送されず、全編神奈川ローカルでの放送）。
また、『ハマランチョ』以前から引き続き、番組の冒頭30分を「首都圏トライアングル枠」として、南関東の独立局にネットしている（詳細後述）。首都圏トライアングル該当枠の3番組中、1日あたりの放送時間が一番長い番組となっている（千葉テレビ：90分→75分、テレビ埼玉：75分→90分、テレビ神奈川：120分）。番組オープニング後のMC自己紹介後、tvk女性アナウンサーが千葉・埼玉にネットしている旨と首都圏トライアングルロゴが表示される。また、千葉テレビの略称は現在「チバテレ」を用いているが、本番組では現在でも旧略称の「tvk・テレ玉・チバテレビ」と表記している。
また、本番組のスタートにより、平日帯番組として放送されてきた『tvk NEWSハーバー』が金曜日のみの放送へ変更された。
スタジオは、前番組と同様、tvk本社にある横浜メディア・ビジネスセンター(MBC)の1階プラザ「ヨコハマNEWSハーバー」からの公開生放送となった。
2015年8月12日に放送1000回を達成し、同年9月27日に生放送特番「ありがとッ! 今夜、横浜の新しい扉が開いちゃうかもよスペシャル!」が放送された。
2016年2月29日のオープニングで本番組が同年3月31日を以て終了することが発表された。
2016年3月31日の最終回では、通常の出演者の他に、オープニングテーマ曲を担当しているスターダストレビューの根本要や別の曜日レギュラーやこれまでのMCや曜日レギュラーも出演した。

### 番組終了後
2016年4月4日から後番組として『猫のひたいほどワイド』が開始。なお、後番組の『猫のひたいほどワイド』では月曜から木曜のみの放送になると同時に、放送時間が30分縮小の12:00 - 13:30に変更され、『ハマランチョ』以来5年ぶりに90分番組になる。本番組の終了と同時に『TVグラフィックおしゃべりトマト』から続いてきた金曜の放送が廃止になると同時に、「首都圏トライアングル枠」も月曜から木曜のみになる（金曜の当該時間は、各局で別々の番組を放送）。なお、千葉テレビ放送の『シャキット!』は月曜から金曜で変わりなく、テレビ埼玉も『ごごたま』の後番組である『マチコミ』は月曜から金曜の放送であるため、金曜の放送がないのはtvkのみである。なお、金曜の打ち切りになる代わりに、生ワイド番組枠としては同年4月9日から土曜20時枠へ移動し、『サタミン8』として再出発することになったが、2017年3月25日で終了し、2017年4月以降生ワイド番組枠は『猫のひたいほどワイド』のみとなった。（ただし、同番組は首都圏トライアングル枠が存在しないため、千葉テレビ放送・テレビ埼玉へのネットは行われない）。後番組の『猫のひたいほどワイド』では、リポーターとして本番組の木曜レギュラーだった佐々木依里が出演している。『サタミン8』では、本番組の金曜MCだったトーマスサリー（tvkアナウンサー）が出演していた。また、2016年5月10日に当番組の火曜レギュラーだった山川恵里佳、2017年4月26日に当番組の水曜レギュラーだった新田恵利、2024年4月22日に当番組の火曜レギュラーだった松本梨香が『猫のひたいほどワイド』にゲストで出演した。2016年10月からトーマスサリー（tvkアナウンサー）が出演している『サタミン8』に、プレゼンターとして本番組の金曜MCだったタケトも隔週で出演していた。後番組の『猫のひたいほどワイド』の2018年5月31日の猫の手も借り隊の木曜イエロー山下の潜入リポートでは当番組の月曜レギュラーだったキャッシー中島がVTRで出演した。また、当番組で放送されていたコーナーの一部は後番組の『猫のひたいほどワイド』でそのまま継続されたり、当番組の企画をリニューアルして放送されている。

## 出演者

### 番組終了時点
| 月                                                               | 火                                     | 水                                            | 木                                     | 金                                                                   |
| MC                                                               | MC                                     | MC                                            | MC                                     | MC                                                                   |
| ---------------------------------------------------------------- | -------------------------------------- | --------------------------------------------- | -------------------------------------- | -------------------------------------------------------------------- |
| 松風雅也 三浦綾子（元tvkアナウンサー）                           | 松風雅也 三浦綾子（元tvkアナウンサー） | 松風雅也 三浦綾子（元tvkアナウンサー）        | 松風雅也 三浦綾子（元tvkアナウンサー） | トーマスサリー（tvkアナウンサー） タケト                             |
| 日替わり（曜日別）レギュラー                                     |                                        |                                               |                                        |                                                                      |
| - 林マヤ - キャシー中島 - 勝野雅奈恵 - アグネス・チャン（月1回） | - 山川恵里佳 - 松本梨香                | - 北原照久 - 新田恵利 - 北原の友人（月末1回） | - 石黒彩 - 佐々木依里                  | - 小山武明 - アニール・クマール・セティ（隔週） - 福島和可菜（隔週） |

### 過去

#### MC
- 尾辻舞（当時tvkアナウンサー）[37]2011年度に月〜木曜（松風と担当）。妊娠のため卒業。
- 細木美知代（当時tvkアナウンサー）2011年度に金曜（根岸と担当）同年度に被災地リポートで不在だった尾辻の代行で月曜MCを1度松風と担当。2012年度に月〜木曜（松風と担当）。2015年4月から同年9月まで火曜日のK'S MEITEN Survey 2ndの3代目リポーターを務めていた。
- 根岸佑輔（tvkアナウンサー）2011年度〜2013年度に金曜（2011年度は細木と担当、2012年度〜2013年度はトーマスと担当）。
- 長澤彩子（tvkアナウンサー）2015年4月3日〜6月26日に金曜（トーマスと担当）。2015年7月から『tvk NEWSハーバー』のメインキャスター就任のため、わずか3ヶ月で降板。
- 久本真菜（tvkアナウンサー）2015年7月10日〜9月25日に金曜（トーマスと担当）。わずか10回で降板。

#### レギュラー
- 植松良枝（料理家）[38]2011年度　月曜コメンテーター（キャシー、アグネス、星と共演）
- おかせみと（美容家）[39]2011年度　水曜コメンテーター（北原と共演）
- 星ひとみ（同上、また同年度に月1コーナーを持っていた）
- たむらようこ（2012年度にキャシーのリリーフ）
- おさる[40]
- 中西哲生（2011年度は金曜に小山と隔週出演、2012年度及び2013年度には月曜に月一回出演）
- サミー・ポップ（2011年度〜2013年度に金曜レギュラー）
- ベルナール・アッカ[41]
- 兵藤ゆき（2014年度に月曜レギュラー）
- ジリ・ヴァンソン
- ジョシュア・トムソン（2015年4月3日〜9月18日に金曜隔週レギュラー）

## タイムテーブル
前半30分は埼玉・千葉・神奈川ブロックネット
| 時刻  | 放送内容                 | 詳細 |
| ----- | ------------------------ | ---- |
| 12:00 | ▽オープニング            |      |
| 12:28 | 首都圏トライアングル終了 |      |

ここからの後半90分は神奈川ローカル
| 時刻    | 放送内容         | 詳細 |
| ------- | ---------------- | ---- |
| 12:30   | 後半オープニング |      |
| 13:00頃 | tvkニュース      |      |
| 13:57頃 | エンディング     |      |

## コーナー

### 帯企画
- プレゼントコーナー

前番組から継続。前半(12:24頃)、後半(13:54頃)の2回それぞれ抽選が行われていたが、途中から翌日に当選者を発表する。
後番組の『猫のひたいほどワイド』でも継続されている。『猫のひたいほどワイド』では、後半(13:24頃)に抽選が行われ、当選した1人〜2人に生電話をし、残りの当選者と生電話をした当選者を翌日に発表する形となった。
- tvkニュース(13時00分頃)

前番組から継続。『ハマランチョ』では、newsハーバーから伝える形式だったが、本番組からtvk本社4Fの第4スタジオから伝える形式に変更された。
後番組の『猫のひたいほどワイド』でも継続されている。

### 曜日別企画
- 一部各コーナーの休止・曜日及び時間帯の変更の場合あり。

### 月曜日
- マヤマヤ通信ナチュラびと(12:06頃)

元「パリ・コレ」モデル・ファッションデザイナーで大の雑貨コレクション収集家である林マヤが、趣味・衣・食・遊びを中心とした様々な生活提案（ナチュラルライフ）を紹介する。
- キャシーマムのハワイアンスタイル(12時台後半)

芸能界随一のハワイアン通で知られるキャシー中島が、国内外問わずハワイに関する最新情報を紹介する。
- 夢かなえキッチン
- FANCL presents ありがとッ! Beauty(13:25頃)

大手化粧品・健康食品メーカーのファンケルから、誰でも簡単においしく健康になれる料理、及び健康に関する最新情報を紹介する。
- マイコミュニティー「○○○」(13:50頃)
- エンディング(13：52頃)
- 鍵井靖章のSHONANアクアリウム（不定期）

水中カメラマンとして世界中を駆け巡っている鍵井靖章が、湘南の海の中にいる生き物を自ら撮った写真を用いて詳しく紹介する。
- 今日はパンの日 ポンパの日(毎月12日のみ)
- I☆BAYSTARS(当日に横浜DeNAベイスターズの野球中継がある時のみ)
- オトモノ(不定期)
- ゲストモノ(不定期)
- アグネス・チャンの世界は一つ(13時台前半)（不定期）

海外で社会奉仕活動しているアグネスの、現在の世界の実情を紹介する。
- kanagawa sweets collection(不定期)
- 健康!歯っピーライフ(月1回)

現役の歯科医が登場し、健康に深くかかわる「お口」のケアーについて詳しく紹介する。後番組の『猫のひたいほどワイド』でも、放送されている。
- TSU・KU・RU Project(不定期)

視聴者からの意見をコンセプトにして、松風雅也がプロジェクト・リーダとなり番組独自のオリジナル新商品の企画・開発を行う。

### 火曜日
- 梨香姉のかながわ元気さんぽ（12：06頃）

火曜レギュラーの松本が神奈川の元気になれるスポット・ヒト・コトを元気に散歩をしながら紹介する。なお、松本はどこを散歩するかを事前に知らされていないため、その場所までの移動の間はアイマスクを着用している。設定金額は初回のみ4枚のカード（500円〜2000円）から1枚を選んで、その選んだカードに書いてある金額がおこづかい（設定金額）になっていたが、2回目からサイコロを振って出た金額が設定金額となると同時に、必ず0円が設定金額になった場合でもおみやげを買わないといけないというルールが追加された（0円の場合は人からもらうか、自分で作るなど）。サイコロに書いてある金額は0円・500円・1000円・1500円・2000円・5000円の6種類。2015年12月と2016年1月のみ設定金額がサイコロを振って出た金額×2倍になっている。初回のみ実施したカードで設定金額を決める方法は後番組の『猫のひたいほどワイド』での月曜の「今川碧海の青春18グルメきっぷ」で実施されている。「今川碧海の青春18グルメきっぷ」では、設定金額ではなく、場所を決めている。2017年12月4日の「今川碧海の青春18グルメきっぷ」では、歳末SPとして当コーナーで実施したサイコロを振って設定金額を決める方法が復活した。当コーナーでの設定金額は0円・500円・1000円・1500円・2000円・5000円の6種類だったが、今川碧海の青春18グルメきっぷでは500円・1000円・1500円・2000円・2500円・3000円の6種類に変更された。
- 竹田純のSTRETCH　STUDIO → 竹田純のHappyダンステリア（12:32頃）（月3回）

元東京バレエ団のメンバーで東京・赤坂にあるフィットネススタジオ「ネイチャーボディハウス」のアドバイザーを務める国際的バレエダンサーの竹田純が、バレエをベースとして誰にでも簡単にできるフィットネス体操を紹介する。後番組の『猫のひたいほどワイド』では、「小林且弥のキューツとエクササイズ」として、しなやかな美尻を目指すエクササイズを紹介している。
- やまっぺの楽（らく）レシピ(12:45頃)

やまっぺこと火曜レギュラーの山川が、お手軽・かんたん・ぱっとできて・とっても美味しい？料理を紹介する。木曜の「モーニング娘。」OGの石黒彩の「あやっぺの楽美味（らくうま）レシピ」の丸パクリである。今回から判定と視聴者に電話をかけるシステムが廃止された。
- 堀内さゆりのプレミアビューティー（13：25頃）(隔週)

ビューティーアドバイザーで都内・札幌・横須賀観音崎にあるエステサロン「アユアラングレース」のカリスマ・エステティシャンの堀内さゆりが、だれにでも簡単に美しくなれる美容法を紹介する。後番組の『猫のひたいほどワイド』では、月曜の潜入リポートで、番組サポーターの体の悩みをエステで解決する企画が放送されている。
- みなと笑激場☆23番地→みなと笑激場(不定期→13時台)

席亭の松風雅也がおすすめする小芸人を紹介・ネタを披露する。10月6日からみなと笑激場に改題。
- 噂の○○（マルマル）調査隊!→噂の○○（マルマル）調査隊!2nd→噂の○○（マルマル）調査隊!2nd+（13：40頃）

巷の噂の商品（主にスイーツや食べ物）を番組スタッフが調査する。2015年9月までは月曜に放送されていた。2015年10月6日から火曜日に移動と同時に噂の○○（マルマル）調査隊!2ndに改題したが、2015年10月27日から噂の○○（マルマル）調査隊!2nd+に再び改題と同時に噂の○○（マルマル）調査隊!2ndまでは全員が試食していたが、噂の○○（マルマル）調査隊!2nd+では○×の札で○の札を引いた人しか試食できないルールが導入された。後番組の『猫のひたいほどワイド』では、帯企画で「今日のおやつ」として放送され、噂の○○（マルマル）調査隊!2ndまでと同様に全員が試食している。また後番組の『猫のひたいほどワイド』で2024年5月8日から放送されている「山本匠馬のにぎっにぎっ ～ハッピーおにぎりタイム～」では、噂の○○（マルマル）調査隊!2nd+で行われていた○×の札で○の札を引いた人しか試食できないルールが復活した。
- マイコミュニティー「○○○」（13：52頃）
- エンディング（13：55頃）
- 横浜芸術主義宣言（12：06頃）→(不定期)

横浜をメインにしたアート情報を紹介する。2011年度以来3年ぶりの復活。
- 鍵井靖章のSHONANアクアリウム（不定期）

水中カメラマンとして世界中を駆け巡っている鍵井靖章が、湘南の海の中にいる生き物を自ら撮った写真を用いて詳しく紹介する。
- オトナの洋楽（不定期）

80年代の洋楽のヒット曲を紹介する。
- オトモノ(不定期)
- 今日はパンの日 ポンパの日(毎月12日のみ)
- I☆BAYSTARS(当日に横浜DeNAベイスターズの野球中継がある時のみ)

### 水曜日
- 北原照久の横浜大好き！（12：06頃）(不定期)

横浜を愛し、横浜を知り尽くした水曜レギュラーの北原照久が、久本真菜と横浜を巡るコーナー。
- ゲストモノ!(または「オトモノ」（12：32頃）他の曜日に放送することもある。)

今話題の旬なゲストとトークする。
- 新田恵利の作るの大好き!!（12:46頃）

元おニャン子クラブメンバーでアクセサリー&デザイナーとしても活動している新田恵利が、誰にでも簡単に作れるオリジナルデコレーション&ファッションデザインを紹介する。
- さがみはら探検隊（12:59頃）

後番組の『猫のひたいほどワイド』でも、放送されている。
- 北原照久Presents ことばのコレクション（13：09頃）（北原が不在の場合は、北原の友人が登場しスペシャルコーナーを放送する。）

名実ともにトイズコレクターとして知られる北原照久が、世界の名言・格言を自身が所有する秘蔵コレクション品を通じて詳しく紹介する。
- かなしん ニュースなに!なぜ?(13:15頃)

神奈川県内に関するさまざまなニュースを神奈川新聞記者がクイズ形式で解説する。後番組の『猫のひたいほどワイド』では、「猫ひたニュース」として、日替わりMCが神奈川新聞の記事から気になったニュース紹介するコーナーにリニューアルされた。
以前は木曜日に放送されていた。
- コンさる一番星（13：31頃）

前番組から継続。最新家電製品の紹介や家電製品の疑問などを横浜市に本社を置く家電量販店の店員が紹介する。
2011年7月10日に「ありがとッ!特別編」として、コンさる一番星スペシャルが放送された。
後番組の『猫のひたいほどワイド』では、「IoT☆一番星　〜未来家電 私でも使えた!〜」として放送されている。
- Go!音楽のまち かわさき（13:43頃）

前番組から継続。川崎市で行われている音楽イベントを紹介する。
- エンディング（13：54頃）
- ありがとッ!クイズ(出題12:30頃、電話13:30頃)

番組内で放送した内容の一部をクイズとして出題し、視聴者からメール・FAXで参加を募集し、抽選で選ばれた方に直接電話を掛け、正解すれば素敵なプレゼントが貰えるコーナー。
後番組の『猫のひたいほどワイド』では、「猫の手も借り隊 みんなでやってみよう!」（2021年1月から同年3月まで）→「猫ひたスタジオでやってみよう」（2021年4月から）として、視聴者が猫の手も借り隊と勝負して勝つか、猫の手も借り隊が挑戦するゲームの予想（成功か失敗）で正解するとサポーターバッジがもらえる企画として放送されている。
- 鍵井靖章のSHONANアクアリウム（不定期）

水中カメラマンとして世界中を駆け巡っている鍵井靖章が、湘南の海の中にいる生き物を自ら撮った写真を用いて詳しく紹介する。
- 今日はパンの日 ポンパの日(毎月12日のみ)
- I☆BAYSTARS(当日に横浜DeNAベイスターズの野球中継がある時のみ)

### 木曜日
- ERI'S湘南PHOTOJOURNEY(12:06頃)

木曜レギュラーの佐々木依里が街歩きをしながら日記のように写真で旅を綴って行くコーナー。なお、佐々木依里はスタジオに出演しているときも自分のカメラを持参している。後番組の『猫のひたいほどワイド』では、2016年10月17日より出演している月曜イエローの石原壮馬が潜入リポートで撮った写真の中からベストショットを発表する「石原壮馬の今日の1枚」があるのと同時に、佐々木と同様にスタジオに出演しているときも自分のカメラを持参している。
- カモン!カナガワンのコーナー(不定期)

開局40周年記念ソング「カモン!カナガワン」のダンスを、コリオグラファーの南流石が分かりやすく紹介する。
- あやっぺの楽美味（らくうま）レシピ(12:45頃)

「モーニング娘。」OGで数多くの子育てエッセイ・料理本を出版しているカリスマ主婦の石黒彩が、視聴者からのリクエストをもとに石黒自ら考案した料理を生披露する。
- まるまるマルタ(13:15頃)

相賀真理子が小学校前のこどもの年齢に合わせた知育や、右に立っているマルタ関連の情報を提供する。当番組終了後の2016年4月から毎週土曜6:55 - 7:00枠の『weather report』内で「マルタのダンス」が放送されている。
2017年5月28日に行われる「2017 tvk 秋じゃないけど 収穫祭　〜ジモトONEダフルまつり〜」のまるまるマルタのステージに当番組の木曜レギュラーだった佐々木依里も登場した。
後番組の『猫のひたいほどワイド』で、2020年度から毎週水曜日に放送されている「かながわMIRAI」で、2021年11月17日からまるまるマルタが月1回出演している。
- 庭に和(13:20頃)

毎回ガーデニング・造園家のプロが登場し、ちょっとした工夫で外見が良くなるガーデニング術を紹介する。後番組の『猫のひたいほどワイド』では、「三上真史の猫ひたガーデニング部」として放送されている。
- マイコミュニティー「○○○」(13:48頃)
- エンディング(13:52頃)
- ヒカルちゃんの女子力UP部屋(不定期)

ものまねタレントであり、メイクアーティスト・ファッションデザイナーでもある佐野ヒカルが、女子力UPと題し全年齢対象として、誰にでも簡単に若返り（アンチ・エイジング）できるメイク術を紹介する。
- まる韓じり(不定期)

在日韓国人3世の俳優・タレントで韓国語の先生でもあるミョンジュが、韓国人ゲスト（歌手、タレント等）を招いて韓国の最新カルチャー事情を、ゲストとのトークを交えて詳しく紹介する。
- ランチW杯(不定期)
- ビューティー・チェック(不定期)

女性にとって永遠の悩みでもある美しさに関する問題・トラブルなどを、視聴者からの意見や質問などをもとに、専門の医師・カウンセラーが対処法などを詳しく紹介する。
- 秦万里子の半径5メートルをもっと明るく(不定期)

シンガーソングライターの秦万里子が神奈川県内のお勧めスポットを歩き回り、そこで見つけた話題・生活情報を、秦自らの目線で紹介する。
- 日本茶で美しく(不定期)

講師は久保田美祈。後番組の『猫のひたいほどワイド』では、「藤田玲の猫ひた日本茶男子」→ 「井上正大のお茶の時間」として現在も放送されている。
- SHORT FILM PARTY(月1回)

横浜みなとみらい地区にある、ブリリア・ショートショート・シアターの奈良太一マネージャーが、国内外を問わず最新の短編映画作品を詳しく紹介する。
- 鍵井靖章のSHONANアクアリウム（不定期）

水中カメラマンとして世界中を駆け巡っている鍵井靖章が、湘南の海の中にいる生き物を自ら撮った写真を用いて詳しく紹介する。
- 今日はパンの日 ポンパの日(毎月12日のみ)
- I☆BAYSTARS(当日に横浜DeNAベイスターズの野球中継がある時のみ)
- オトモノ(不定期)
- ゲストモノ(不定期)

### 金曜日
- 朝から撮って出し(12：05頃)

神奈川県内の様子(イベント等)を朝から撮って出しで紹介する。リポーターはウッズ一郎。2015年9月までは、「タケ小山の男の料理」があるときのみ番組の最後までスタジオに出演していたが、2015年10月以降は、毎週スタジオに出演している（事実上レギュラー）。また、2015年10月27日のみ火曜日も放送した。
- タケ小山の寄り道さんぽ(12:33頃)

プロゴルファーでゴルフ解説者の小山武明が、番組スタッフが決めた目的地までを寄り道をしながら散歩する。
- タケ小山の男の料理（毎月1回）

小山武明がスタジオで、豪快かつワイルドな男の手料理を生披露する。
- ヨガ アッチャ ヘイ(隔週)(13:15頃)

アニール・クマール・セティが誰でも出来るヨガを紹介する。
- MOVIE&MOVIE（13：20頃）

番組プロデューサーの坂本紅子が、週末公開予定の映画情報、撮影に関する秘話・裏話を紹介する。
- 健康最前線（13：30頃）

神奈川県内の医療スタッフが、病気・医療に関する素朴な疑問を、わかりやすく紹介する。
- マイコミュニティー「○○○」（13：50頃）

神奈川県内各市町村の催し物などの情報を紹介する。
- エンディング（13：53頃）
- 金曜男子会(不定期)

タケト、小山武明、アニール・クマール・セティ、ウッズ一郎の男性陣4人があるテーマについて語り合う。
後番組の『猫のひたいほどワイド』では、「猫ひた相談室」として、視聴者の悩みや相談を解決するコーナーとして放送されている。
- 鍵井靖章のSHONANアクアリウム（不定期）

水中カメラマンとして世界中を駆け巡っている鍵井靖章が、湘南の海の中にいる生き物を自ら撮った写真を用いて詳しく紹介する。
- 今日はパンの日 ポンパの日(毎月12日のみ)
- I☆BAYSTARS(当日に横浜DeNAベイスターズの野球中継がある時のみ)
- ゲストモノ(不定期)
- オトモノ(不定期)
- オトナの洋楽（不定期）

80年代の洋楽のヒット曲を紹介する。

### 過去
- 旬感クッキング→松松クッキング（2011.4〜2012.3の月曜、植松と松風の担当）
- 鎌倉うら道散歩(2011.4〜2012.3の火曜)
- みととやってみよ!（2011.4〜2012.3の水曜）
- ただいま修行中(2011.4〜2012.3の金曜)
- H.I.S.とっておき!ありがとッ!海外ツアー(2011.4〜2013.8.27)
- おどって!アンパンマン（13時台後半）(2011.4〜2013.9.30)

前番組から一部を継続。横浜市西区にある施設「横浜アンパンマンこどもミュージアム」の館内を子役タレントがリポートのあと、アンパンマン体操（サンサン体操の時もある）(夏はアンパンマン音頭)が流れる。前番組ではアンパンマン体操の際に天気予報を表示していたが、本番組になってからは表示されなくなった。
また高校野球中継時や祝祭日等で番組休止時は、アンパンマン体操の映像に天気予報を字幕表示した形式で、『tvk weather report』枠にて代替放送されていた。
- 中西哲生のありがとッ!サッカー部(隔週)→月刊ナカニシ(不定期)(金曜→月曜)

元Jリーガー（川崎フロンターレ）でスポーツジャーナリストの中西哲生が、他局では見せない一面や考え・拘り・内緒の話をジャンルを問わず存分にプレゼンする。2014年3月17日で終了。
- 松本梨香のBow Wow日記(2011.4〜2012.3の火曜)
- 松本梨香のRicaちゃんハウス(2012.4〜2014.3の火曜)

松本と交友関係の深い有名人（特にアニメ・声優関係が多い）をスタジオに呼び、その人の個性を存分に引き出す爆笑トークを繰り広げる。また「ガッツリ貰いましょ!わらしべ長者」と題し松本とゲストとの物々交換を行うほか、ゲーム対決で勝てばゲストのイベントなどのPRタイムを与えられる。後番組の『猫のひたいほどワイド』でも、ゲーム対決で勝てばゲストのイベントなどのPRタイムを与えられるというルールのみ継続されている。
- 松本梨香の匠の極意!!マイスターへの道はケモノミチ!(不定期)（火曜）

松本梨香が、その筋を極めた匠（職人・達人）のもとを訪れ、体を張ってその技を伝授するコーナー。
- 渡辺明日香の今日からこれッ!(木曜)

インターネット・ポータルサイト「サンプル百貨店」を運営している「株式会社ルーク19（ナインティーン）」の代表取締役社長兼CEOの渡辺明日香が、同サイトのアンケート調査を基に「食・美容・健康・お勧めスポット」など最新トレンド情報を主婦の目線で、女性経営者としての視点で分かりやすく紹介する。
- 教えて!ポップ先生（金曜）

金曜レギュラーのサミー・ポップの出身国であるガーナ共和国やアフリカ諸国に関する情報を伝える。
- 目指せ!良夫賢父（金曜）

根岸アナが良妻賢母ならぬ「良夫賢父」を目指し、「主婦の達人」浅野美智子（ヘンリーママ）が、料理・裁縫などの家事手伝いを通じて「日進月歩」成長していく姿を紹介する。
- ねぎポップ(不定期)（金曜）

根岸アナとサミーポップの二人が、ウッズ一郎の監修のもと漫才などのお笑いネタを生披露する。
- たむたむ流「TVの見方」(不定期)（月曜）

人気放送作家の「たむらようこ」が、テレビ・ラジオなどの放送業界に関する裏話・こぼれ話などを紹介する。
- おいしいパン屋さんZ→おいしいパンMAP（月曜）

神奈川県内でまだ誰も知られていない、おいしいパンの名店をアナウンサーの翁長舞が紹介する。
- 温泉王子(不定期)（火曜）

番組がお勧めする温泉宿泊施設を、「温泉王子」と称した有名人・タレントが「イケメン王子様」の気分になりきって紹介する。（同日21：00放送の情報バラエティー「温泉女子」のパロディー版）
- シエルのあなたのハートにLove Magic(不定期)（火曜）

各種ステージ・アーティストのバックダンサーやマジシャンとして活躍しているシエルが、心をハッピーにするマジックを生披露する。
- HAPPY PARTNER(月1回)（火曜）

マガジンハウスの編集者が登場し、女性が知ると嬉しい情報をジャンルを問わず紹介する。
- ムチャぶりレシピ→オーダー承ります!（2011.4〜2015.3の火曜）

火曜レギュラーの山川が簡単でおいしい旬なレシピを紹介する。まず、あらかじめ視聴者に電話をかけ次週分のメインとなる食材のオーダーを承る。そして先週分のオーダで考案したレシピを発表。その後、生で料理を披露し松本と細木アナ2人が採点する。その点数の合計分が次回一食分の使用食材の設定金額となり、それを踏まえてレシピを考案し、翌週そのレシピをもとに料理を生披露する。
- オープニングトーク　写メトーークッ!

MC・各曜日レギュラー陣の日常的な一日の一部を写真に撮り、それをネタにトークを展開する。
後番組『猫のひたいほどワイド』では、2023年5月9日に「#猫の手も借り隊の撮休」として放送された。
- ゆしん.jp(水曜)
- ガーデンヒーリングのコーナー(水曜)

横浜イングリッシュガーデンからガーデニングやイベントなどの最新情報を紹介する。後番組『猫のひたいほどワイド』で、再び放送されている。
- こどものミ・カ・タ 学びのツボ（火曜）
- WE LOVE YOKOHAMA FC（不定期）（金曜）

横浜市に本拠地を置くJリーグチーム横浜FCの最新情報や選手・関係者のインタビューなどを伝える。
- 英語で話そう!!(隔週)（金曜）
- 長澤彩子→久本真菜の里帰り請負人!（不定期）（金曜）

普段使っているものや食べ物が出来るまでを、原料から完成までの工程を逆から紹介する。
2015年6月までは長澤彩子が担当していたが、同年7月から久本真菜に変更。
- リカゴロウが行く! まんまる元気!!（火曜）

火曜レギュラーの松本が動物に関する情報やグッズを紹介する。また、『ウチのコ ひと言モノ申す!』では視聴者からペットの写真を募集して、その時ペットが何を思っているのかをペットに代わって松本が伝える。毎月第1火曜日は動物の疑問・質問を兵藤動物病院代表の兵藤哲夫先生が答える。後番組『猫のひたいほどワイド』では、2017年11月21日の潜入リポートで兵藤哲夫先生がVTRで出演した。
『ウチのコ ひと言モノ申す!』は、後番組『猫のひたいほどワイド』では、出演者が飼っている猫の写真や視聴者から募集した猫の写真を使って日替わりMC以外の出演者が大喜利をする「にゃんこで大喜利」として放送されていたが、2022年5月9日から「にゃんこの一言」に変更し、『ウチのコ ひと言モノ申す!』と同様に、猫が何を言っているのかを回答する。
- Cafe de Ellicaへようこそ!（火曜）

火曜レギュラーの山川が簡単でおいしい旬なレシピを紹介する。2012年4月から2015年3月までのオーダー承ります!をリニューアル。オーダー承ります!では、あらかじめ視聴者に電話をかけ次週分のメインとなる食材のオーダーを承り、そして先週分のオーダーで考案したレシピを発表。その後、生で料理を披露し松本と三浦アナと松風の3人が採点し、その点数の合計分が次回一食分の使用食材の設定金額となり、それを踏まえてレシピを考案し、翌週そのレシピをもとに料理を生披露していたが、Cafe de Ellicaへようこそ!ではメインとなる食材は山川が決めて、考案したレシピを発表。その後、生で料理を披露する。料理の判定は山川の料理を食べたいと応募した視聴者またはゲストやコーナー担当などが「こどものミ・カ・タ 学びのツボ」で使っている○×の札で判定し、○の場合はCafe de Ellicaのグランドメニューに昇格。なお、冒頭のナレーションは5月までは松風が担当し、6月からは松本が担当している。
- K'S MEITEN Survey→K'S MEITEN Survey 2nd（火曜）

お店の人におすすめの店を教えてもらう。2015年9月で終了したが、後番組の『猫のひたいほどワイド』では、月曜イエローの天野周平の潜入リポートとして再び放送されていたが、2016年9月で月曜イエローの天野周平が卒業したため、2016年10月11日から火曜レッドの和田雅成の潜入リポートとして、当コーナーが終了して以来1年ぶりに火曜日で放送されることになった。
- タケ小山のうんちく話(隔週)→タケさん歩→タケタケさん歩→タケタケタケさん歩（金曜）

プロゴルファーでゴルフ解説者の小山武明が、神奈川県内の札所・史跡・景勝地・お勧めスポットを男の目線で紹介する。
- 山川恵里佳のごはんのおとも♥（火曜）

火曜レギュラーの山川が白ごはんに合うオリジナルのおかずを紹介する。メインとなる食材は、2012年4月から2015年3月までのオーダー承ります!と同様に、あらかじめ視聴者に電話をかけ次週分のメインとなる食材のオーダーを承り、そして先週分のオーダーで考案したレシピを発表。その後、生で料理を披露し松本と三浦と松風の3人が判定をする。判定方法は、初回のみおかわりの札あげるかあげないかで判定していたが、2回目からは視聴者からのメールにより、札に書いてあるおかわりorごちそうさまで判定をする方式に変更した。なお、2015年11月10日のみ山川が欠席のため、マヤマヤのごはんのおとも♥として放送。後番組『猫のひたいほどワイド』では、2017年4月から2018年3月まで「小林且弥のおいしソース」として、同様のコーナーが放送されていた。同コーナー終了と同時に札を使っての判定が廃止されていたが、後番組『猫のひたいほどワイド』で、2022年11月から放送されている「鎌苅健太の奥深きTKG」で札を使っての判定が復活した。

## 制作スタッフ

### 番組終了時の制作スタッフ
- TD/伊藤亮一
- SW/後村武、鈴木けんち゛、宇田川隆治、宮崎和久
- カメラ/鈴木ケンジ、小原崇資、氏家康二、市川正明、相澤敬太、田上裕康、後村武、泉博司、宇田川隆治、沖田智浩、渡部健、渡辺浩、安藤康一、藤井梨絵、佐藤裕司
- TK/武井釈里
- VE/山崎生一、山田浩一
- 音声/斎藤宏司、藤岡晋吾、永井秀明、下之薗元章、宮野あき子
- 効果/原崎達也、和田勇、近江一夫、小沢和典
- 照明/長川博
- 協力/フローリストデュアイ
- 美術/古波津安則、安川優紀
- フリップ/船越由佳子
- CGデザイン/武井千絵(K'S Advanced DATA)
- CG/黒川正也、粟屋悠輔、横山誉史(K'S Advanced DATA)、日出山真喜子
- メイク/ヴォートルボーテ
- 大道具/（株）SAMURAI
- 衣装協力/J.FERRY,Right-on
- 協力/OKAY
- 技術協力/日放、fmt（旧F.L.T）、ウェイブワン
- 構成/相川健一、二宮アカリ
- ディレクター/鈴木麻友[37]、小林敦樹（月曜）、和田知恵 、泉ひさし、金田武士、加藤則夫、かとぅしゅぅぃち
- プロデューサー/坂本紅子[37][45]、小島富喜子
- エグゼクティブプロデューサー/大谷英典[46]
- チーフプロデューサー/古矢智一[47]
- 制作著作/テレビ神奈川

### 過去の制作スタッフ
- プロデューサー/壺阪敏秀（2011年度）、磯崎まさ子[37]

## ネット局
| 放送対象地域 | 放送局                                 | 系列                            | 放送曜日・時間            | 放送時期                     | 備考 |
| ------------ | -------------------------------------- | ------------------------------- | ------------------------- | ---------------------------- | --- |
| 神奈川県     | テレビ神奈川（tvk） ありがとッ! 製作局 | 独立協 （首都圏トライアングル） | 月 - 金曜日 12:00 - 14:00 | 2011年4月4日 - 2016年3月31日 | |
| 埼玉県       | テレビ埼玉（TVS）                      | 独立協 （首都圏トライアングル） | 月 - 金曜日 12:00 - 12:30 | 2011年4月4日 - 2016年3月31日 | |
| 千葉県       | 千葉テレビ放送（CTC）                  | 独立協 （首都圏トライアングル） | 月 - 金曜日 12:00 - 12:30 | 2011年4月4日 - 2016年3月31日 | テレビ傍聴席（千葉県議会中継）放送日は、通常午前中に放送する演歌番組をずらすなどの都合上、ネット取り止め |